# Alonso de Santa Cruz
Alonso de Santa Cruz, auch Alonzo, (* 1505 in Sevilla; † 1567 in Madrid) war ein spanischer Historiker, Kartograf, Kosmograf und Messinstrumentenbauer.

## Leben

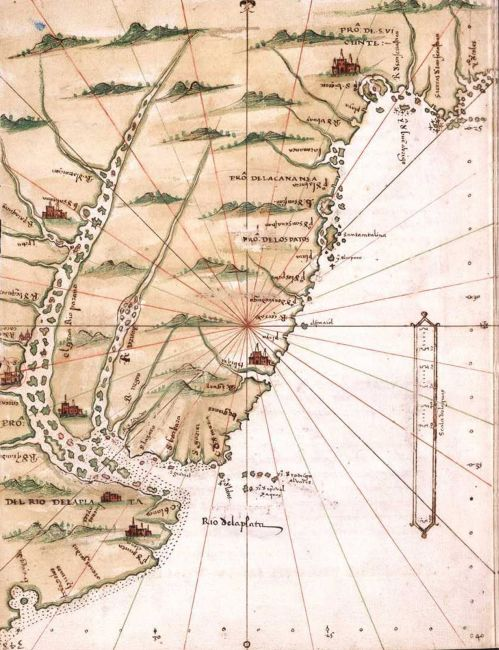
Mündungsgebiet des Rio de la Plata. Karte aus dem Islario General

Weltkarte von 1542

Alonso de Santa Cruz wurde 1505 als Sohn eines wohlhabenden Schiffseigner in Sevilla geboren. Erste Studien absolvierte er in Salamanca. Früh erfuhr er die Unzulänglichkeiten der Navigationskunst. Als er mit Sebastian Caboto 1526 aufbrach, um die erst neu entdeckten Molukken zu erkunden und die Erde zu umrunden, landete die Expedition stattdessen an der Küste des heutigen Argentiniens. Dort erkundete und kartografierte die Gruppe eingehend das Mündungsgebiet des Río de la Plata. Nach fünf Jahren kehrte Santa Cruz über Veracruz und die Bahamas nach Spanien zurück und fing an, sich intensiv mit Astrologie und Kosmologie zu beschäftigen.
1535 begann er seine berufliche Karriere als Kosmograf am Casa de Contratación. Zuvor hatte er ein Instrument entwickelt, mit dem die Längengrade bestimmt werden konnten. Die Anwendung des Instrumentes beschrieb er in seinem Libro de las longitudes. Im Jahr 1539 wurde er zum Contino de la Casa Real ernannt. Diese Stellung verschaffte ihm nahen Kontakt zum Hof von Karl V. Er unterrichtete zeitweise den künftigen König Philipp II. in den Naturwissenschaften. Zu dieser Zeit begann er die Arbeit am Islario General, einem Werk, in dem alle Inseln der Welt verzeichnet werden sollten. Seine kosmografischen Untersuchungen führten ihn 1545 nach Lissabon, wo er sich mit führenden portugiesischen Kosmografen und Seeleuten traf. In den 1550er Jahren kehrte er nach Sevilla zurück und widmete sich ganz seiner Forschung. Neben geografischen Werken entstanden in dieser Zeit die Crónica de los Reyes Católicos und die Crónica del Emperador Carlos V.
Ab 1554 musste sich Santa Cruz wieder an den Hof nach Madrid begeben. Er wurde zum persönlichen Berater des Königs Philipp II. in kosmografischen Angelegenheiten ernannt. Daneben war er weiterhin Cosmógrafo mayor des Casa de Contratación und Berater des Consejo de Indias. Alonso de Santa Cruz starb 1567 in Madrid.
Er hinterließ ein umfangreiches historisches und kartografisches Werk. Die einzige von ihm erhaltene Weltkarte aus dem Jahr 1542 befindet sich in der Königlichen Bibliothek in Stockholm.

## Werke
- Nova verior et integra lotius orbis descriptio, Weltkarte 1542.
- Libro de las longitudes y manera que hasta agora se ha tenido en el arte de navegar, con sus demostraciones y ejemplos, dirigido al muy alto y muy poderoso Señor Don Philipe II de este nombre rey de España (1539). Antonio Blázquez, Delgado Aguilera (Hgg.), Sevilla 1921
  - The book of longitudes. Bisbee 1992.
- Islario general de todas las islas del mundo (1560). Antonio Blazquez (Hg.), Madrid 1920.
  - Die Karten von Amerika in dem Islario General des Alonso de Santa Cruz: cosmógrafo mayor des Kaisers Karl V.: mit dem spanischen Originaltexte und einer kritischen Einleitung, Franz R. v. Wieser (Hg.) Innsbruck 1908.
- Crónica de los Reyes Católicos, J. de Mata Carriazo (Hg.). Sevilla 1951
- Crónica del Emperador Carlos V, Antonio Blázquez, Delgado Aguilera, Ricardo Beltrán y Róspide (Hgg.). Madrid 1920–1925, 5 Bde.
- Dignotio et cura affectuum melancholicorum. Antonio Ponce de Santa Cruz (Hg.), Madrid 1622.